# Classe Esmeraldas
Le unità della Classe Esmeraldas sono delle corvette tipo Fincantieri in servizio con la Marina dell'Ecuador costruite in Italia dalla Fincantieri per l'esportazione.

## Caratteristiche
Le Esmeraldas, come le altre corvette della Fincantieri, hanno la compartimentazione dello scafo divisa da dieci paratie con la possibilità di avere tre compartimenti allagati contigui ed un sistema ad alette fisse non retrattili che consente di ridurre il rollio da 30 a 3 gradi, con beneficio l'equipaggio e per i sensori di bordo. Il torrione, piuttosto grande, è posto anteriormente, seguito da un albero piuttosto alto, con il blocco della sovrastruttura che si interrompe.

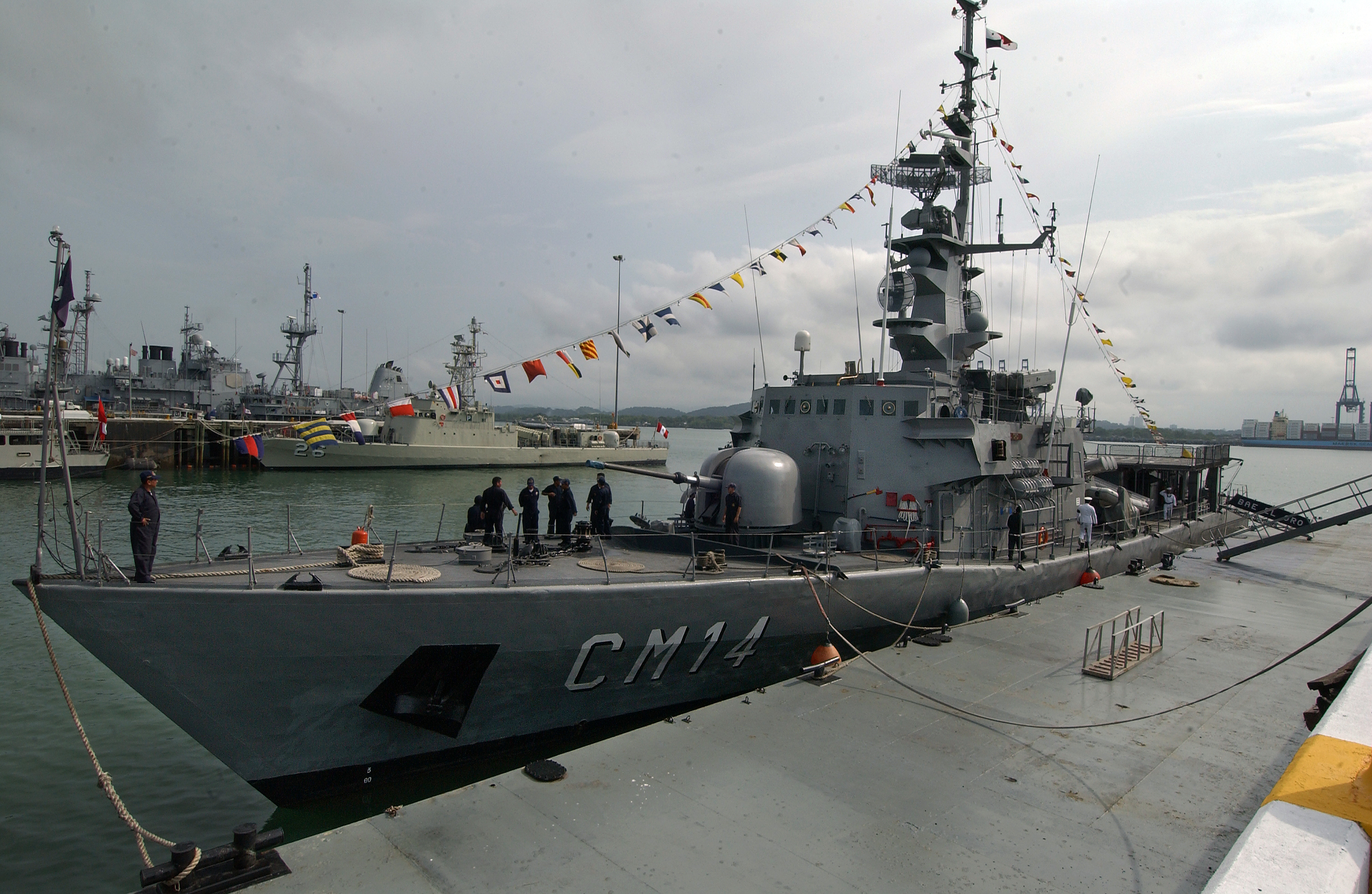
La corvetta El Oro ormeggiata a Panama durante l'esercitazione PANAMAX 2005

Il progetto di queste unità risale al 1975 e la Libia fu il primo committente di queste unità che entrate in servizio nella marina militare libica alla fine degli anni settanta.
Le unità libiche denominate inizialmente Classe Wadi M'ragh e poi Classe Al Assad al momento della consegna, avevano un dislocamento di 550 tonnellate ed erano dotate di quattro missili OTOMAT, un cannone da 76 Compatto, sei siluri ASW ed una torre binata OTO-Oerlikon da 35/90mm antiaerea a poppa.
Le Esmeraldas hanno visto un aumento del dislocamento a 650 tonnellate, e hanno ottenuto in tal modo un lanciamissili Aspide a quattro celle, sei missili MM.40 Exocet a centro nave e un sistema CIWS Dardo da 40/70mm in una torretta binata al posto del sistema precedente per la difesa antiaerea di punto; fu un miglioramento sensibile, grazie ad una riserva di munizioni di circa 760 colpi invece di 224 e all'adozione di spolette di prossimità per i colpi a seguito. Sulle Esmeraldas è presente anche una piattaforma per un elicottero leggero, generalmente un Bell 206, sistemata letteralmente sopra la bassa sovrastruttura poppiera, tra l'Aspide e il CIWS Dardo, con a lato i lanciasiluri leggeri. Queste caratteristiche ne facevano delle unità multiruolo. Nelle Esmeraldas i Teseo sono stati sostituiti con i missili francesi Exocet MM.40 in quanto gli Exocet, in presenza della piattaforma per gli elicotteri, avevano una compattezza sufficiente per essere sistemate al centro della nave

## Unità
L'Ecuador fu il secondo committente di queste unità che, ordinate nel 1978 ed entrate in servizio all'inizio degli anni ottanta, ad oggi sono ancora in servizio nella marina dell'Ecuador.
| Classe Esmeraldas | Classe Esmeraldas | Classe Esmeraldas | Classe Esmeraldas | Classe Esmeraldas   | Classe Esmeraldas  |
| matricola         | Nome              | Cantiere          | Varo              | Entrata in servizio | Situazione attuale |
| ----------------- | ----------------- | ----------------- | ----------------- | ------------------- | ------------------ |
| CM 11             | Esmeraldas        | Muggiano          | 5 ottobre 1980    | 7 agosto 1982       | In servizio        |
| CM 12             | Manabí            | Ancona            | 5 febbraio 1981   | 21 giugno 1983      | In servizio        |
| CM 13             | Los Ríos          | Muggiano          | 28 febbraio 1981  | 1º ottobre 1983     | In servizio        |
| CM 14             | El Oro            | Ancona            | 5 febbraio 1981   | 10 dicembre 1983    | In servizio        |
| CM 15             | Los Galápagos     | Muggiano          | 5 luglio 1981     | 26 maggio 1984      | In servizio        |
| CM 16             | Loja              | Ancona            | 27 febbraio 1982  | 26 maggio 1984      | In servizio        |